# Анели
Анели (на италиански: Agnelli) е семейство италиански предприемачи с интереси в различни сектори, включително автомобилния сектор чрез Фиат през 20. век и спортния сектор от 1949 г. насам чрез мажоритарния дял във ФК „Ювентус“, както и чрез собствеността върху Сиспорт.
Ядрото на техните активи е автомобилната индустрия благодарение на дяловете им в групата Стелантис, Ферари и Ивеко, но има много сектори (от издателство до спорт, включително финанси), в които притежават дялове чрез командитното дружество Giovanni Agnelli и C., в което са партньори заедно със семейство Нази и което от своя страна контролира финансовата компания Exor.
Редица членове на семейството са заемали ръководни позиции в групата Фиат (Джовани Анели, Джани Анели, Умберто Анели, Джовани Алберто Анели, Джон Елкан и Андреа Анели) и институционални роли (Джовани Анели – сенатор на Кралство Италия, Джани Анели – пожизнен сенатор, Сузана Анели – заместник-секретар и министър на външниte работи на Италия, Умберто Анели – член на парламента).

## История
Семейство Анели вероятно произхожда от село Приеро, Северна Италия, откъдето пристигат в град Ракониджи през първата половина на 18. век, създавайки там отглеждане на копринени буби и предачни мелници. Един техен клон обхваща предимно свободните професии и има лекари и юристи през 19. век, докато най-известният клон развива предприемаческа дейност. Сред последните Джузепе Франческо Анели се установява в северноиталианския град Торино и така започва все по-очевидният възход на семейството: малко след Реставрацията той се появява сред торинските банкери.
През 19. век Джовани Анели, племенник на Джузепе Франческо, се жени за Клара Бозели и има две деца: Едоардо и Катерина, известна като Аничета. От брака на Едоардо с Вирджиния Бурбон дел Монте се раждат Клара, Джани, Сузана, Мария Соле, Кристиана, Джорджо и Умберто. От брака на Катерина с Карло Нази идва клонът на Нази с Клара, Лаура, Джовани, Умберта и Емануеле. Семейство Анели също са свързани с Фюрстенберги и Хоенлое.
|  | Тази страница частично или изцяло представлява превод на страницата Agnelli (famiglia) в Уикипедия на италиански. Оригиналният текст, както и този превод, са защитени от Лиценза „Криейтив Комънс – Признание – Споделяне на споделеното“, а за съдържание, създадено преди юни 2009 година – от Лиценза за свободна документация на ГНУ. Прегледайте историята на редакциите на оригиналната страница, както и на преводната страница, за да видите списъка на съавторите. ВАЖНО: Този шаблон се отнася единствено до авторските права върху съдържанието на статията. Добавянето му не отменя изискването да се посочват конкретни източници на твърденията, които да бъдат благонадеждни. |